# Ingeborg Michaelis-Grabowski
Ingeborg Michaelis-Grabowski, geb. Michaelis (* 13. Januar 1921 in Berlin; † 15. Juli 1995 ebenda) war eine deutsche Malerin und Grafikerin in der DDR.

## Leben und Werk
Ingeborg Michaelis kam aus einer Berliner Arbeiterfamilie. Nach der Grundschule absolvierte sie von 1937 bis 1941 eine Ausbildung in Modegrafik an der Textil- und Modefachschule der Stadt Berlin. Danach arbeitete sie unter Hans Held als Trickfilmzeichnerin im Babelsberger Studio der Bavaria-Filmgesellschaft. Von 1944 bis 1945 war sie als technische Zeichnerin in der Rüstungsindustrie dienstverpflichtet.
Nach dem Ende des Zweiten Weltkriegs arbeitete Ingeborg Michaelis als Zeichnerin für die Gewerkschaft und dann ab 1949 freischaffend als Pressezeichnerin für Berliner Tageszeitungen und als Buchillustratorin.
Durch ihre Arbeit lernte sie Max Grabowski kennen, dessen politische Haltung und Einsatz für den politischen Neuaufbau sie teilte und den sie 1949 heiratete.
Von 1950 bis 1951 war Ingeborg Michaelis-Grabowski Meisterschülerin bei Heinrich Ehmsen an der Akademie der Künste Berlin und von 1952 bis 1954 Aspirantin bei Alois Kowol an der Kunsthochschule Berlin-Weißensee. Diese Zeit nutzte sie vor allem dazu, ihre Fähigkeiten als Malerin zu entwickeln.
Sie arbeitete dann als freiberufliche Künstlerin und war bis 1990 Mitglied des Verbands Bildender Künstler der DDR.
1954 zog sie mit ihrer Familie nach Leipzig, wo Max Grabowski beruflich tätig war. Dort arbeitete sie wieder als Pressezeichnerin. Ihre künstlerischen Ambitionen mussten nun der Tätigkeit ihres Mannes und der Erziehung ihrer beiden Söhne untergeordnet werden.
Nach dem Ende der Hochschul-Tätigkeit Grabowskis zog die Familie nach Berlin-Müggelheim.
Von 1960 bis 1965 hatte Ingeborg Michaelis-Grabowski eine Anstellung für kulturpolitische Arbeiten beim VEB Berliner Metallhütten und Halbzeugwerke. U. a. leitete sie dort mit dem Bildhauer Ernst Löber (1934–2008) einen volkskünstlerischen Zirkel. Danach betätigte sie sich wieder intensiv als Malerin, Zeichnerin und Grafikerin. Sie malte vor allem Porträts, Stillleben und Gruppenszenen, vor allem aber Landschaften ihrer berlin-brandenburgischen Heimat. Sie hatte eine Anzahl von lokalen und regionalen Ausstellungen und unternahm Studienreisen u. a. nach Bulgarien und in die Sowjetunion. Dabei besuchte sie 1969 in Leningrad den Bildhauer Michail Konstantinowitsch Anikuschin in seinem Atelier.
Nach einem Aufenthalt im mecklenburgischen Wanzka fühlte sie sich von diesem Landstrich angezogen und bereiste ihn von da an jährlich mehrere Monate zum Malen. Nebenbei pflegte sie als Hobby die Herstellung von bemalten Miniaturen und Schmuckschnitzereien.

## Werke (Auswahl)

### Malerei und Druckgrafik
- Alexanderplatz im August (Öl, 103 × 150 cm, 1951; Kunstarchiv Beeskow)
- Alte Berlinerin (Öl, 1952)[1]
- Zirkelarbeit (Öl, 1952)[2]
- Besuch im Atelier des Bildhauers (Farblinolschnitt, 50,2 × 75,2 cm, 1969; Sächsischer Kunstfonds)[3]

### Buchillustrationen (unvollständig)
- Peter Wipp: Ein Junge namens Peps. Die Geschichte einer Berliner Großstadtjugend. Verlag Lied der Zeit, Berlin, 1948

## Ausstellungen (unvollständig)

### Einzelausstellungen
- 1981: Berlin, Schlossgalerie des Kunstgewerbemuseums Köpenick (Malerei und Grafik)

### Ausstellungsbeteiligungen
- 1956: Leipzig, Bezirkskunstausstellung
- 1975: Berlin, Bezirkskunstausstellung